# 阿爾布津卡
47°54′24″N 31°18′47″E / 47.90667°N 31.31306°E

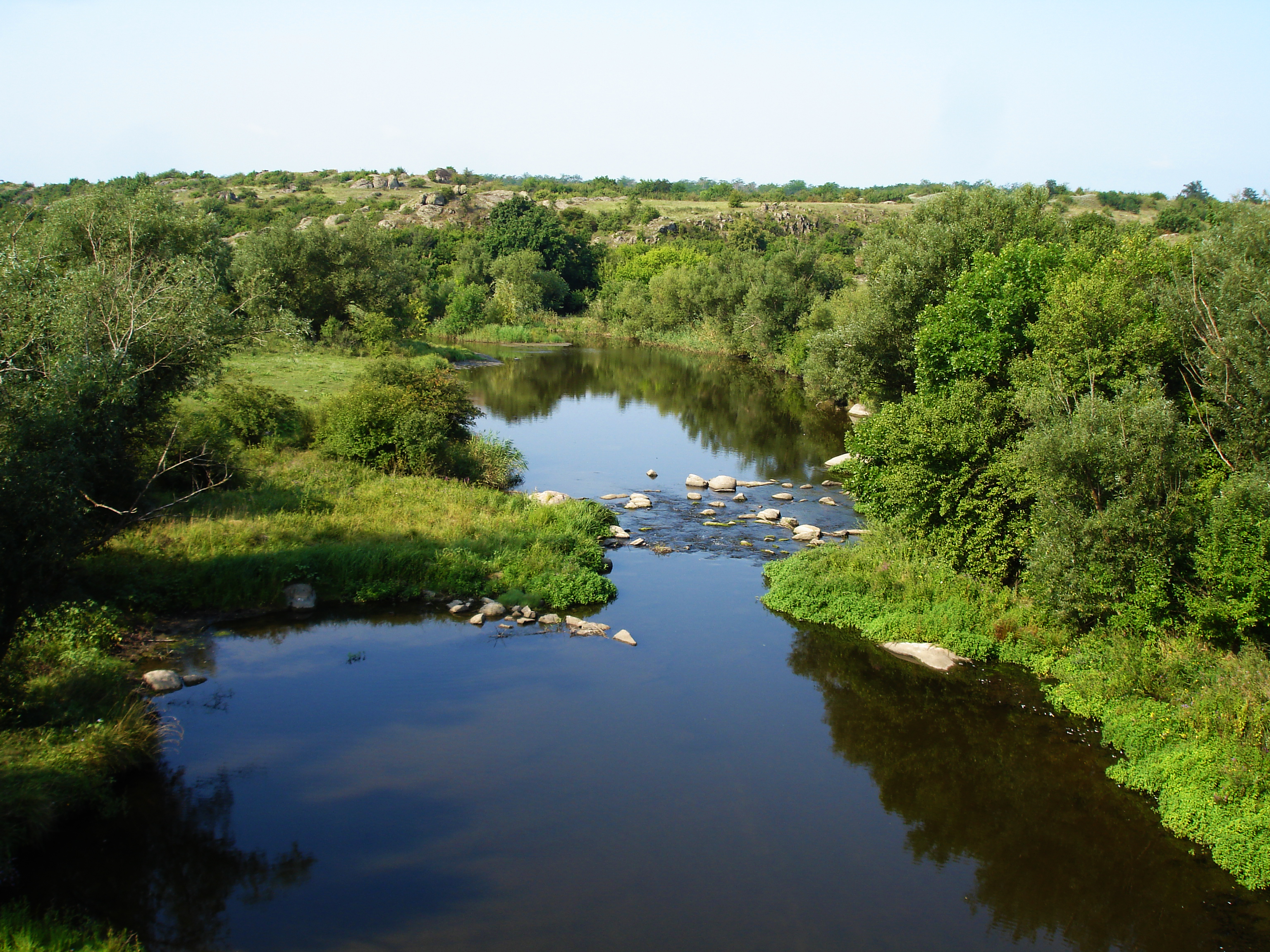
自然公园

阿爾布津卡是烏克蘭南部尼古拉耶夫州五一城区阿尔布津卡市镇的鎮及行政中心，为原阿爾布津卡區的行政中心。處於米科拉伊夫西北面131公里，始建於1780年，2011年人口6,457。

## 外部連結
- Неофіційний сайт селища （页面存档备份，存于）
- Історія сіл і міст України
- Історія Арбузинки （页面存档备份，存于）